# Barbara Frischmuth
Barbara Frischmuth, née le 5 juillet 1941 à Altaussee (Salzkammergut) où elle meurt le 30 mars 2025, est une écrivaine, scénariste et poétesse autrichienne. Elle est membre du Grazer Gruppe (Assemblée des auteurs de Graz), notamment avec Peter Handke.

## Biographie
Barbara Frischmuth naît à Altaussee pendant la Seconde Guerre mondiale, en 1941. Elle est la fille d'un hôtelier, Anton Frischmuth, mort sur le front russe en 1943, et de son épouse Maria (née Schmidt). Elle est restée l'unique enfant de ce mariage. Après la mort de son père, sa veuve a poursuivi l'exploitation de l'hôtel « Parkhotel » au bord du lac d'Altaussee jusqu'en 1956.
Elle passe son enfance à Altaussee. À la suite de l'abandon par sa mère de l'exploitation du Parkhotel en 1956, elle s'installe avec elle à Graz. Elle est un des membres fondateurs d'un groupe d'artistes, de poètes et d'écrivains anticonformistes appelé le Forum StadtPark (nom de l'association et d'un lieu d'exposition). Elle est la première Européenne à obtenir une bourse pour l'université anatolienne d'Erzurum en 1960, et reste neuf mois en Turquie. Après son retour à Graz en février 1961, elle abandonne ses études d'anglais et se consacre à la langue hongroise. En 1962, elle passe avec succès l'examen professionnel de traduction du turc, et en 1964 l'examen professionnel de traduction du hongrois,,.
En 1964, Barbara Frischmuth s'installe à Vienne, où elle entame des études de doctorat en turcologie, en études iraniennes et en études islamiques. En automne 1966, elle abandonne ses études pour se consacrer à plein temps à l'écriture et à la traduction.
Elle devient une auteure assez prolifique abordant de nombreux genres littéraires : poésie, théâtre, roman, littérature pour la jeunesse, etc.. Son œuvre parue en 1968, Die Klosterschule [L'école du couvent] dénonce une école de la soumission, aux structures patriarcales dans les internats catholiques de filles. Elle aborde ensuite, avec des formes plus traditionnelles que dans cet ouvrage, des récits mythiques et fantastiques.
Barbara Frischmuth meurt le 30 mars 2025 à Altaussee à l’âge de 83 ans.

## Œuvre
- Die Klosterschule (1968)
- Geschichten für Stanek (1969)
- Tage und Jahre. Sätze zur Situation (1971)
- Ida und Ob (1972)
- Das Verschwinden des Schattens in der Sonne (1973)
- Rückkehr zum vorläufigen Ausgangspunkt (1973)
- Haschen nach Wind. Erzählungen (1974)
- Die Mystifikationen der Sophie Silber (1976)
- Amy oder Die Metamorphose (1978)
- Entzug - ein Menetekel der zärtlichsten Art (1979)
- Kai und die Liebe zu den Modellen (1979)
- Bindungen (1980)
- Landschaft für Engel (1981)
- Die Frau im Mond (1982)
- Vom Leben des Pierrot (1982)
- Traumgrenze (1983)
- Kopftänzer (1984)
- Herrin der Tiere (1986)
- Über die Verhältnisse (de) (1987)
- Mörderische Märchen (1989)
- Einander Kind (1990)
- Mister Rosa oder Die Schwierigkeit, kein Zwerg zu sein. Spiel für einen Schauspieler (1991)
- Traum der Literatur - Literatur des Traums (1991)
- Wassermänner. Lesestücke aus Seen, Wüsten und Wohnzimmern (1991)
- Hexenherz (1994)
- Die Schrift des Freundes (1998)
- Fingerkraut und Feenhandschuh. Ein literarisches Gartentagebuch (1999)
- Schamanenbaum. Gedichte (2001)
- Amy oder Die Metamorphose (2002)
- Die Entschlüsselung (2003)
- Der Sommer, in dem Anna verschwunden war (2004)
- Woher wir kommen (2012)

## Prix et distinctions
- 1973 : prix Anton-Wildgans
- 1974 : (international) « Honor List »[5], de l'IBBY, pour Ida und Ob
- 1975 : prix de la Ville de Vienne de littérature
- 1979 : prix de la Ville de Vienne de littérature
- 1988 : Manuskripte-Preis